# كلوديا أوتشوا فيليكس
كلوديا أوتشوا فيليكس (بالإنجليزية: Claudia Ochoa Felix)‏ هي مُهربة مخدرات مكسيكية وزعيمة عصابة لوس أنتراكس (عصابة مكسيكية ذات صلة بعصابة تجار المخدرات كارتل سينالوا)، وقامت كلوديا بعدد من الاغتيالات، ولم تستطع الشرطة إلقاء القبض عليها بسبب الحراسة المشددة التي تحظى بِها.
أصبحت كلوديا زعيمة العصابة بعد اعتقال زعيم العصابة السابق وصديقها خوسيه رودريغو جامبوا، للاشتباه في مقتل ثلاثة أشخاص، ولكن رغم كُل هذا حاولت كلوديا نَفي علاقتها بالعصابة أكثر من مرة، وقد ترددت أنباء بأن كلوديا ستُصبح زعيمة فريق الاغتيالات الخاص بعصابة كارتل سينالوا، إلا أن كلوديا أنكرت هذا الأمر.
اشتهرت كلوديا بشكل كبير على وسائل التواصل الإجتماعي بسبب التشابه الكبير بينها وبين كيم كارداشيان، وتمتلك كلوديا حسابات على مختلف مواقع التواصل الاجتماعي، ويتابعها عدد كبير من المُستخدمين، حيثُ تقوم كلوديا بنشر صور للتباهي بأسلوب حياتها، حيث تنشر الكثير من صورها الخاصة، من بينها صورة وهي تحمل بندقية، وأخرى ترتدي فيها ملابس جريئة، بالإضافة إلى صور لأبنائها الثلاثة وسط أكوام من النقود، كما تُظهر نمط الحياة الفاخرة التي تحيا بِها، حيث تُظهر سياراتها الرياضية والطائرات واليخوت وأنواع مختلفة من الأسلحة.
تم إيقاف عدد من حساباتها على مواقع التواصل الاجتماعي مِثل فيس بوك وَتويتر وغيرها، بسب السلوك المُريب المُرتبط بِها.
في 14 سبتمبر 2019 عُثر على جثة كلوديا متوفيةً داخل منزلٍ، حيثُ قيل أنها غادرت نادٍ ليلي برفقة رجل، واستمروا بشرب المُسكرات حتى الفجر ثم قرروا النوم، وبعد ذلك استيقظ الرجل وحاول إيقاظ كلوديا ولكن دون فائدة، فقام باستدعاء الشرطة، حيثُ أُعلن عن وفاتها بعد ظهر ذلك اليوم.